# Terra Alta (Brazilia)
Terra Alta este un oraș în Pará (PA), Brazilia.